# Ліщинці
Ліщи́нці — село в Україні, у Погребищенській міській громаді Вінницького району Вінницької області. Розташовані на обох берегах річки Самець, за 15 км від центру громади. Населення становить 431 особу.

## Географія
Село Ліщинці розташоване на обох берегах річки Самець (інша назва річки — Мика), на якій в межах села й неподалік від нього заведено кілька ставків. На південь від села розташований ліс Чорний.

## Історія
За часів Речі Посполитої село належало князям Радзивілам. Наприкінці 18 століття власниками села стали Ржевуські. Близько 1830 року Ржевуський передав село Валентему Абрамовичу, який заклав тут парк.
У лісі відбувалися панські полювання на вовків. Нерідко село відвідував професор з Женеви Зигмунт Лясковський, батько пані Маргарити Абрамович.
У Ліщинцях пани підтримували польські повстання 1831 і 1863 років. Представники Абрамовичів брали активну участь у формуванні повстанських загонів подільської шляхти та забезпечували їх арабськими скакунами, табун яких вони утримували. Під час переслідування повстанців російськими військами в маєтку було знайдено декілька сотень сідел.
Під час Другої світової війни село було окуповано нацистськими військами у другій половині липня 1941 року. Червоною армією село було зайняте 29 грудня 1943 року.
12 червня 2020 року, відповідно до розпорядження Кабінету Міністрів України № 707-р «Про визначення адміністративних центрів та затвердження територій територіальних громад Вінницької області», увійшло до складу Погребищенської міської громади.
19 липня 2020 року, в результаті адміністративно-територіальної реформи та ліквідації Погребищенського району, село увійшло до складу Вінницького району.

## Населення
За даними перепису 2001 року кількість наявного населення села становила 429 осіб, із них 98,38 % зазначили рідною мову українську, 1,16 % — російську, 0,23 % — молдовську.
| Рік            | ~1884 | 1989 | 2001 |
| -------------- | ----- | ---- | ---- |
| Кількість осіб | 672   | 501  | 429  |

## Пам'ятки
В селі збереглася пам'ятка архітектури — колишній маєток панів Бурчак-Абрамвичів, розташований на півдні села. Панський палац кінця XVIII — початку XIX століть стоїть на високому пагорбі, він оточений стародавнім парком з рідкісними породами дерев. Його збудувала колишня власниця Ліщинців Валентина Бурчак-Абрамович, яким володіла до приходу на Поділля більшовиків.
Ліщинецький палац — це будівля простої архітектури. Вхідна частина акцентована чотириколонним дерев'яним портиком з різними капітелями. З внутрішніх покоїв палацу вів підземний хід, стіни і склепіння якого муровані через кожні 6 метрів. За 50 м від будинку хід роздвоювався на два рукави. Один з них вів у дальній ліс, інший — у яр до річки. Підземні ходи, з частковими завалами, збереглися і до нинішнього часу. За часів хазяйнування тут панів в старому англійському парку росли модрини, платани та столітні липи. В оранжереях вирощували троянди, кілька десятків столітніх пальм, агаву, кактуси, лаврові апельсинові та лимонні дерева. Навколо будинку росли різноманітні квіти.